# Премия «Золотой орёл» за лучшую работу художника-постановщика
Премия «Золотой орёл» за лучшую работу художника-постановщика вручается ежегодно Национальной Академией кинематографических искусств и наук России, начиная с первой церемонии в 2003 году.

## Список лауреатов и номинантов
★ Победители выделены отдельным цветом. 

### 2003—2010
| Год  | Церемония | Художник-постановщик                                               | Фильм                               |
| ---- | --------- | ------------------------------------------------------------------ | ----------------------------------- |
| 2003 | 1-я       | ★ Павел Новиков                                                    | «Сказ про Федота-стрельца»          |
| 2003 | 1-я       | • Людмила Кусакова                                                 | «Звезда»                            |
| 2003 | 1-я       | • Владимир Светозаров                                              | «Кукушка»                           |
| 2004 | 2-я       | ★ Александр Загоскин                                               | «Бедный, бедный Павел»              |
| 2004 | 2-я       | • Константин Загорский, Евгений Качанов                            | «Радости и печали маленького лорда» |
| 2004 | 2-я       | • Владимир Карташов                                                | «Кармен»                            |
| 2004 | 2-я       | • Владимир Ермаков                                                 | «Магнитные бури»                    |
| 2005 | 3-я       | ★ Аронин Владимир                                                  | «Папа»                              |
| 2005 | 3-я       | • Григорий Пушкин                                                  | «Свои»                              |
| 2005 | 3-я       | • Валерий Викторов, Мухтар Мирзакеев                               | «Ночной дозор»                      |
| 2006 | 4-я       | ★ Владимир Светозаров                                              | «Турецкий гамбит»                   |
| 2006 | 4-я       | • Вера Зелинская                                                   | «Космос как предчувствие»           |
| 2006 | 4-я       | • Георгий Кропачёв, Сергей Ракутов                                 | «Garpastum»                         |
| 2007 | 5-я       | ★ Виктор Юшин                                                      | «Доктор Живаго»                     |
| 2007 | 5-я       | • Ирина Алексеева                                                  | «Нанкинский пейзаж»                 |
| 2007 | 5-я       | • Игорь Коцарев, Александр Толкачев                                | «Остров»                            |
| 2008 | 6-я       | ★ Людмила Кусакова, Марат Ким                                      | «Волкодав из рода Серых Псов»       |
| 2008 | 6-я       | • Александр Бойм, Алим Матвейчук                                   | «Ленинград»                         |
| 2008 | 6-я       | • Константин Мельников                                             | «1612»                              |
| 2009 | 7-я       | ★ Людмила Ромашко, Александр Кондратов, Татьяна Лаптева-Кондратова | «Ликвидация»                        |
| 2009 | 7-я       | • Александр Загоскин, Мария Турская                                | «Адмиралъ»                          |
| 2009 | 7-я       | • Сергей Коковкин, Эльдар Кархалев, Сергей Ракутов                 | «Бумажный солдат»                   |
| 2010 | 8-я       | ★ Владимир Светозаров, Сергей Якутович, Марина Николаева           | «Тарас Бульба»                      |
| 2010 | 8-я       | • Александр Борисов, Сергей Иванов                                 | «Анна Каренина»                     |
| 2010 | 8-я       | • Сергей Иванов                                                    | «Царь»                              |

### 2011—2020
| Год  | Церемония | Художник-постановщик                    | Фильм                              |
| ---- | --------- | --------------------------------------- | ---------------------------------- |
| 2011 | 9-я       | ★ Наталья Кочергина                     | «Маленькие трагедии»               |
| 2011 | 9-я       | • Владимир Филиппов                     | «Воробей»                          |
| 2011 | 9-я       | • Евгений Качанов                       | «Иванов»                           |
| 2012 | 10-я      | ★ Юрий Устинов, Борис Кузовкин          | «Мастер и Маргарита»               |
| 2012 | 10-я      | • Андрей Понкратов                      | «Елена»                            |
| 2012 | 10-я      | • Григорий Пушкин                       | «Сибирь. Монамур»                  |
| 2013 | 11-я      | ★ Сергей Февралёв                       | «Орда»                             |
| 2013 | 11-я      | • Виктор Петров                         | «Шпион»                            |
| 2013 | 11-я      | • Сергей Февралев, Ирина Очина          | «Белый тигр»                       |
| 2014 | 12-я      | ★ Сергей Иванов                         | «Сталинград»                       |
| 2014 | 12-я      | • Павел Новиков                         | «Метро»                            |
| 2014 | 12-я      | • Виктор Петров                         | «Легенда №17»                      |
| 2015 | 13-я      | ★ Валентин Гидулянов                    | «Солнечный удар»                   |
| 2015 | 13-я      | • Андрей Понкратов                      | «Левиафан»                         |
| 2015 | 13-я      | • Григорий Пушкин                       | «Поддубный»                        |
| 2016 | 14-я      | ★ Валентин Гидулянов                    | «Конец прекрасной эпохи»           |
| 2016 | 14-я      | • Константин Пахотин, Александр Стройло | «Батальонъ»                        |
| 2016 | 14-я      | • Юрий Григорович                       | «Битва за Севастополь»             |
| 2017 | 15-я      | ★ Андрей Понкратов                      | «Дуэлянт»                          |
| 2017 | 15-я      | • Александр Адабашьян                   | «Жили-были мы»                     |
| 2017 | 15-я      | • Владимир Южаков                       | «Контрибуция»                      |
| 2018 | 16-я      | ★ Сергей Февралёв, Юлия Макушина        | «Анна Каренина. История Вронского» |
| 2018 | 16-я      | • Сергей Агин                           | «Викинг»                           |
| 2018 | 16-я      | • Вера Зелинская, Елена Жукова          | «Матильда»                         |
| 2019 | 17-я      | ★ Елена Жукова                          | «Гоголь. Вий»                      |
| 2019 | 17-я      | • Елена Жукова                          | «Гоголь. Страшная месть»           |
| 2019 | 17-я      | • Анастасия Каримулинан                 | «История одного назначения»        |
| 2020 | 18-я      | ★ Владимир Гудилин                      | «Одесса»                           |
| 2020 | 18-я      | • Константин Пахотин                    | «Т-34»                             |
| 2020 | 18-я      | • Андрей Васин, Илья Мандриченко        | «Тобол»                            |

### 2021—2025
| Год  | Церемония | Художник-постановщик                      | Фильм                      |
| ---- | --------- | ----------------------------------------- | -------------------------- |
| 2021 | 19-я      | ★ Сергей Агин                             | «Союз спасения»            |
| 2021 | 19-я      | • Ирина Очина                             | «Дорогие товарищи!»        |
| 2021 | 19-я      | • Сергей Тырин                            | «Стрельцов»                |
| 2022 | 20-я      | ★ Александр Загоскин                      | «Серебряные коньки»        |
| 2022 | 20-я      | • Сергей Февралев                         | «Капитан Волконогов бежал» |
| 2022 | 20-я      | • Анастасия Каримулина, Изабела Тихоньска | «Конек-горбунок»           |
| 2023 | 21-я      | ★ Владимир Трапезников, Павел Новиков     | «Сердце Пармы»             |
| 2023 | 21-я      | • Сергей Агин                             | «Чемпион мира»             |
| 2023 | 21-я      | • Любовь Иванова, Валерий Архипов         | «Первый Оскар»             |
| 2024 | 22-я      | ★ Сергей Февралёв                         | «Хитровка. Знак четырёх»   |
| 2024 | 22-я      | • Мария Турская                           | «Императрицы»              |
| 2024 | 22-я      | • Анастасия Каримулина                    | «По щучьему велению»       |
| 2025 | 23-я      | ★ Павел Пархоменко, Леонид Кипнис         | «Любовь Советского Союза»  |
| 2025 | 23-я      | • Елена Окопная                           | «Воздух»                   |
| 2025 | 23-я      | • Влад Огай                               | «Сто лет тому вперёд»      |